# Freedom Flotilla

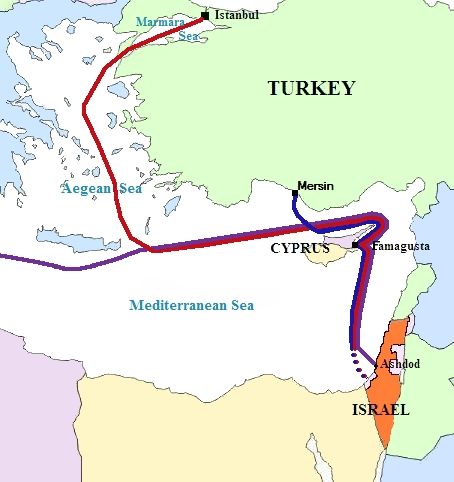
Färdväg Gaza Freedom Flotilla 2010.

Freedom Flotilla och liknande namn är namnet på flera aktioner som i syfte att protestera mot Israels kontroll av farvattnen utanför Gazaremsan har försökt leverera symboliska mängder bistånd till området.  

## Allmänt
Sedan lång tid upprätthåller Israel kontroll över farvattnen utanför Gazaremsan och kontrollerar vilka fartyg som tillåts angöra hamnar i området. Genom åren har flera aktioner genomförts med syfte att fästa uppmärksamhet på situationen i Gaza och utmana Israels kontroll av dessa farvatten. Aktionerna har genomförts med mindre fartyg lastade med symboliska mängder förnödenheter och bemannade med aktivister som försökt nå Gaza.

### Gaza Freedom Flotilla (2010)
Freedom Flotilla (2010) var namnet på en aktion som genomfördes 2010 med sex olika fartyg. Aktionen avsåg därmed att häva den israeliska maritima blockaden av Gaza. Den 31 maj 2010 gick fartygen i konvoj på internationellt vatten med kurs mot Gaza. Ombord fanns nästan 700 personer - besättning och människorättsaktivister. I en aktion genomförd av den israeliska krigsmakten bordades fartygen varvid nio människor dödades och omkring 50 personer skadades. Alla deltagare internerades i Israel och den medförda hjälpen förstördes eller konfiskerades.
Aktionen arrangerades av organisationerna Ship to Gaza och Free Gaza Movement, varav den förra är ett svenskt initiativ och den andra ett nätverk bestående av kampanjorganisationer i flera länder.

### Freedom Flotilla II (2011)
En aktion planerades 2011 med namnet Freedom Flotilla II men hindrades genom olika administrativa åtgärder av bland annat grekiska myndigheter.

### Freedom Flotilla III (2015)
Freedom Flotilla III var en aktion som genomfördes 2015 med det svenskflaggade fartyget "Marianne" som seglade från Sverige den 10 maj 2015 med uppehåll i flera europeiska städer på sin väg mot Gaza. Fartyget lämnade Aten i Grekland den 25 juni 2015. Fartyget bordades av den israeliska flottan den 29 juni på internationellt vatten omkring 100 sjömil från kusten i Gaza. Personerna på båten greps, och båten fördes till hamnen i Ashdod. Samtliga personer, bland annat svenskan Kajsa Ekis Ekman, släpptes successivt mellan den 30 juni och 6 juli.

### 2024 Gaza Freedom Flotilla
2024 Gaza Freedom Flotilla var planerad att genomföras 2024, men aktionen fullföljdes ej.

### Gaza Freedom Flotilla juni 2025
Den 1 juni 2025 seglade fartyget "Madleen" mot Gaza med bland annat Greta Thunberg och franska EU-parlamentarikern Rima Hassan som två av de tolv deltagarna. Fartyget bordades natten mot måndagen den 9 juni av den israeliska flottan och fartyget anlände till Israel under dagen den 9 juni.